# العلاقات الرومانية الكولومبية
العلاقات الرومانية الكولومبية هي العلاقات الثنائية التي تجمع بين رومانيا وكولومبيا.

## مقارنة بين البلدين
هذه مقارنة عامة ومرجعية للدولتين:
| وجه المقارنة                                              | رومانيا                                                                               | كولومبيا        |
| --------------------------------------------------------- | ------------------------------------------------------------------------------------- | --------------- |
| المساحة (كم2)                                             | 238.40 ألف                                                                            | 1.14 مليون      |
| عدد السكان (نسمة)                                         | 19.59 مليون                                                                           | 49.07 مليون     |
| الكثافة السكانية (ن./كم²)                                 | 82.17                                                                                 | 43.04           |
| العاصمة                                                   | بوخارست                                                                               | بوغوتا          |
| اللغة الرسمية                                             | اللغة الرومانية                                                                       | اللغة الإسبانية |
| العملة                                                    | ليو روماني                                                                            | بيزو كولومبي    |
| الناتج المحلي الإجمالي (بليون دولار)                      | 211.80 مليار                                                                          | 309.19 مليار    |
| الناتج المحلي الإجمالي (تعادل القوة الشرائية) بليون دولار | 465.56 مليار                                                                          | 724.96 مليار    |
| الناتج المحلي الإجمالي الاسمي للفرد دولار أمريكي          | 9.47 ألف                                                                              | 7.60 ألف        |
| الناتج المحلي الإجمالي للفرد دولار أمريكي                 | 23.63 ألف                                                                             | 13.36 ألف       |
| مؤشر التنمية البشرية                                      | 0.793                                                                                 | 0.720           |
| رمز المكالمات الدولي                                      | +40                                                                                   | +57             |
| رمز الإنترنت                                              | .ro                                                                                   | .co             |
| المنطقة الزمنية                                           | ت ع م+02:00، ت ع م+03:00، أوروبا/بوخارست ‏، توقيت شرق أوروبا، توقيت شرق أوروبا الصيفي ‏ | 00              |

## منظمات دولية مشتركة
يشترك البلدان في عضوية مجموعة من المنظمات الدولية، منها:
| علم المنظمة | اسم المنظمة                               | تاريخ انضمام رومانيا | تاريخ انضمام كولومبيا |
| ----------- | ----------------------------------------- | -------------------- | --------------------- |
|             | مؤسسة التنمية الدولية                     | 12 أبريل 2014        | 16 يونيو 1961         |
|             | المنظمة الهيدروغرافية الدولية             | ?                    | ?                     |
|             | مؤسسة التمويل الدولية                     | 23 سبتمبر 1990       | 20 يوليو 1956         |
|             | منظمة حظر الأسلحة الكيميائية              | ?                    | ?                     |
|             | يونسكو                                    | 27 يوليو 1956        | 31 أكتوبر 1947        |
|             | الأمم المتحدة                             | 14 ديسمبر 1955       | 5 نوفمبر 1945         |
|             | الاتحاد الدولي للاتصالات                  | 9 فبراير 1866        | 25 أغسطس 1914         |
|             | منظمة الشرطة الجنائية الدولية             | ?                    | ?                     |
|             | البنك الدولي للإنشاء والتعمير             | 15 ديسمبر 1972       | 24 ديسمبر 1946        |
|             | الاتحاد البريدي العالمي                   | ?                    | ?                     |
|             | المركز الدولي لتسوية المنازعات الاستشارية | 12 أكتوبر 1975       | 14 أغسطس 1997         |
|             | وكالة ضمان الاستثمار متعدد الأطراف        | 10 سبتمبر 1992       | 30 نوفمبر 1995        |
|             | حلف شمال الأطلسي                          | 29 مارس 2004         | ?                     |
|             | منظمة التجارة العالمية                    | 1995                 | ?                     |
|             | الفريق المعني برصد الأرض                  | ?                    | ?                     |

## وصلات خارجية
- موقع وزارة الخارجية الرومانية